# Alfa Romeo Giulia Spider
Die Giulia Spider gehört zur Baureihe 101 von Alfa Romeo. Das Cabriolet wurde zusammen mit der Giulia TI  und dem Giulia Sprint GT im Sommer 1962 in Monza vorgestellt.

## Modellhistorie
Die Giulia Spider entsprach weitestgehend dem Vorgängermodell Giulietta Spider und wurde auch bei Pininfarina gebaut. Der 1600er-Motor mit 92 PS war der gleiche wie in der Giulia Sprint und erlaubte eine Höchstgeschwindigkeit von 172 km/h. Die äußerlichen Unterschiede zum Vorgängermodell waren gering. Die Karosserie wurde zugunsten des Fahrgastraums hinter der Tür um einige Zentimeter verlängert, auf der Motorhaube schuf eine Lufthutze Platz für den größeren Motor und die bis dahin einteiligen Seitenfenster erhielten vorne kleine Dreieckfenster.
Im Mai 1964 wurde zusätzlich die Giulia Spider „Veloce“ angeboten. Die Veloce hatte den leistungsfähigeren 1600-cm³-Motor der Giulietta Sprint Speciale. Mit erhöhter Verdichtung und Weber-Doppelvergaser leistete der Motor 112 PS; damit erreichte die Veloce 200 km/h. Weitere Ausstattungen waren eine elektrische Bendix-Benzinpumpe, ein verbesserter Fächerkrümmer, eine größere Ölwanne sowie ein Drehzahlmesser, der bis 8000/min reichte. Die Veloce-Ausführung ist mit nur 1093 produzierten Fahrzeugen rar, entsprechend teurer wird sie heute im Vergleich zur Standardversion gehandelt.
Nach insgesamt 10.341 Einheiten wurde die Fertigung des Giulia Spider Ende 1965 beendet. Die Nachfolge trat ab Frühjahr 1966 der neue Spider Duetto an.

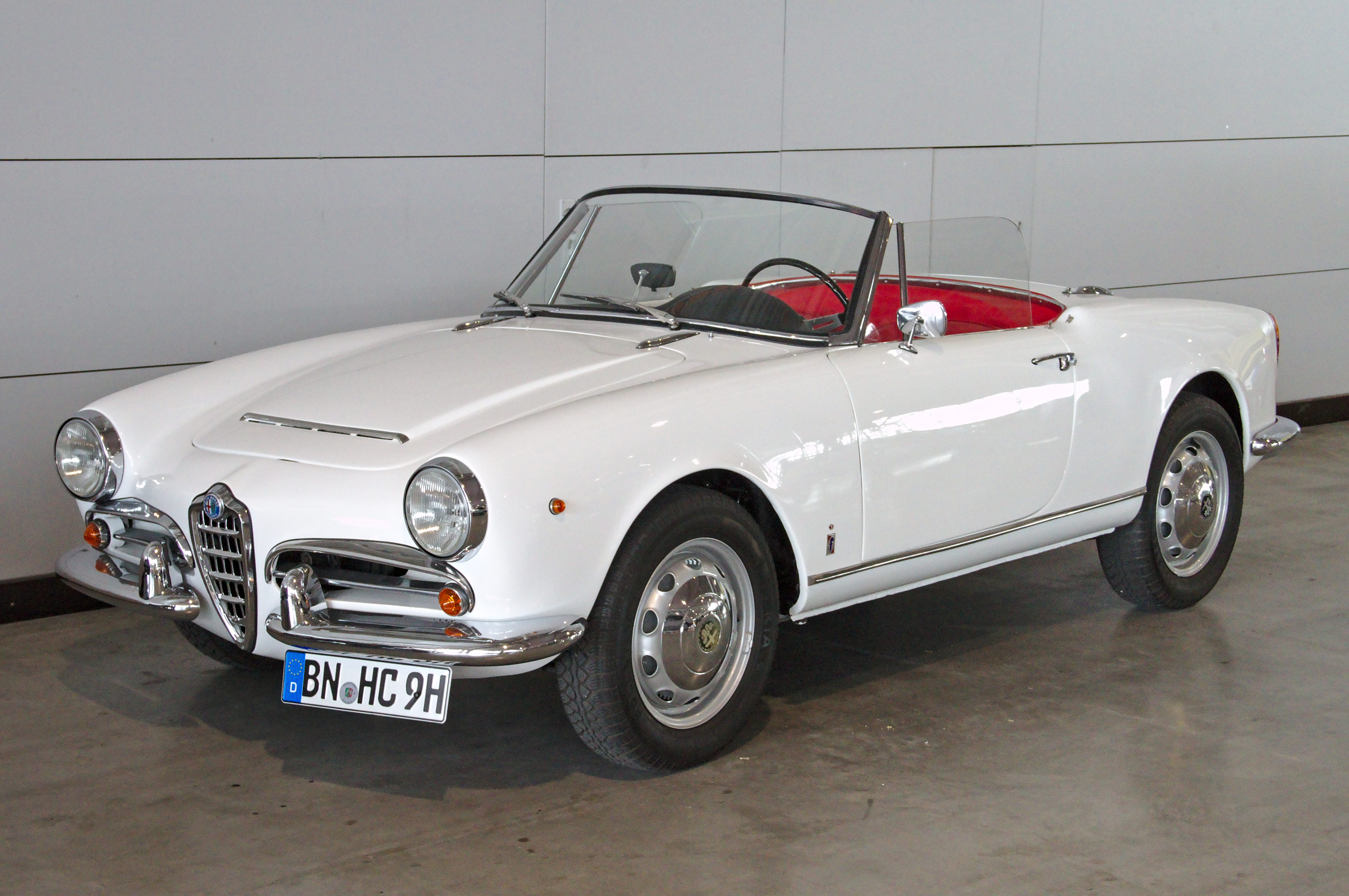
Alfa Romeo Giulia 1600 Spider (1962–1965)
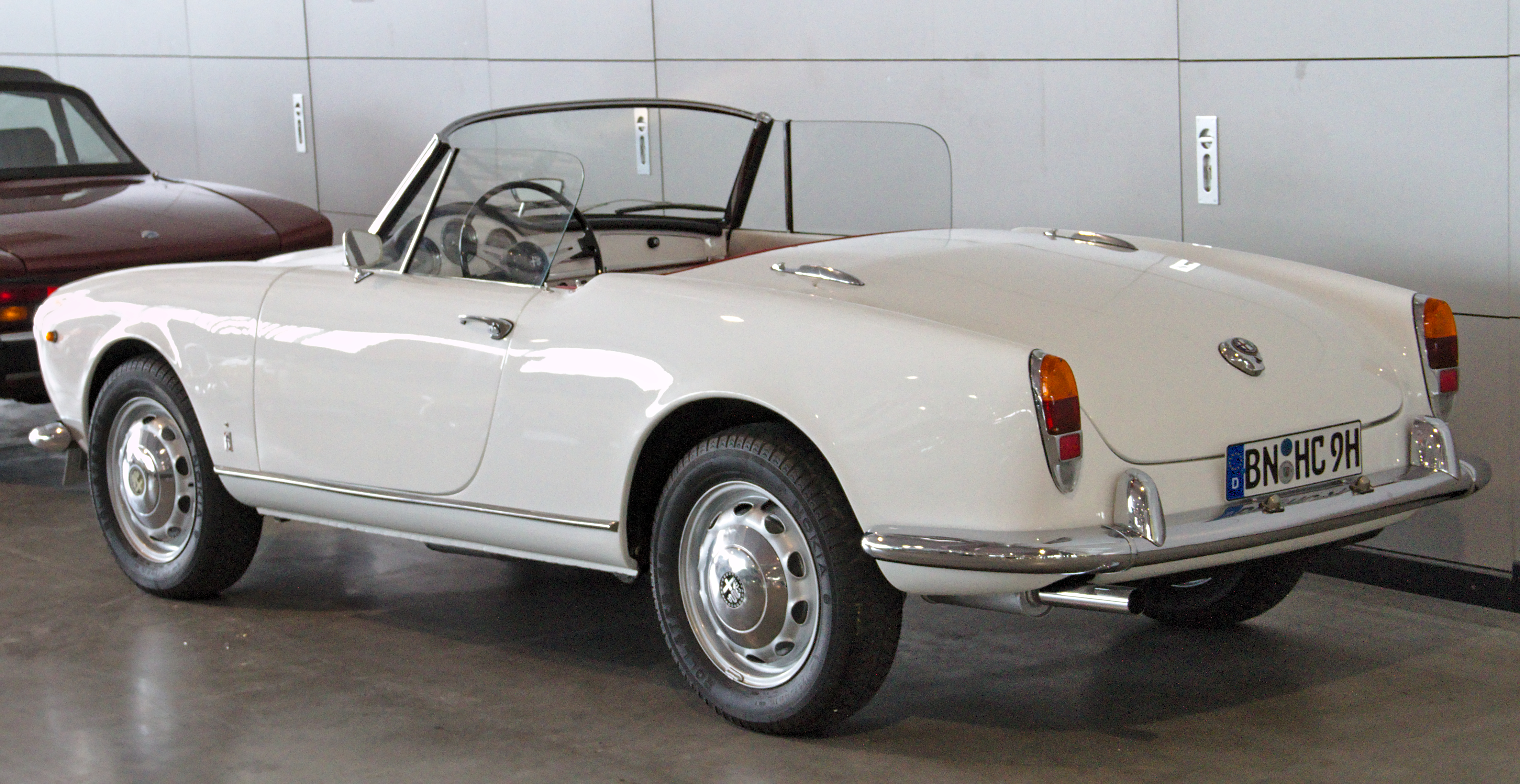
Heckansicht
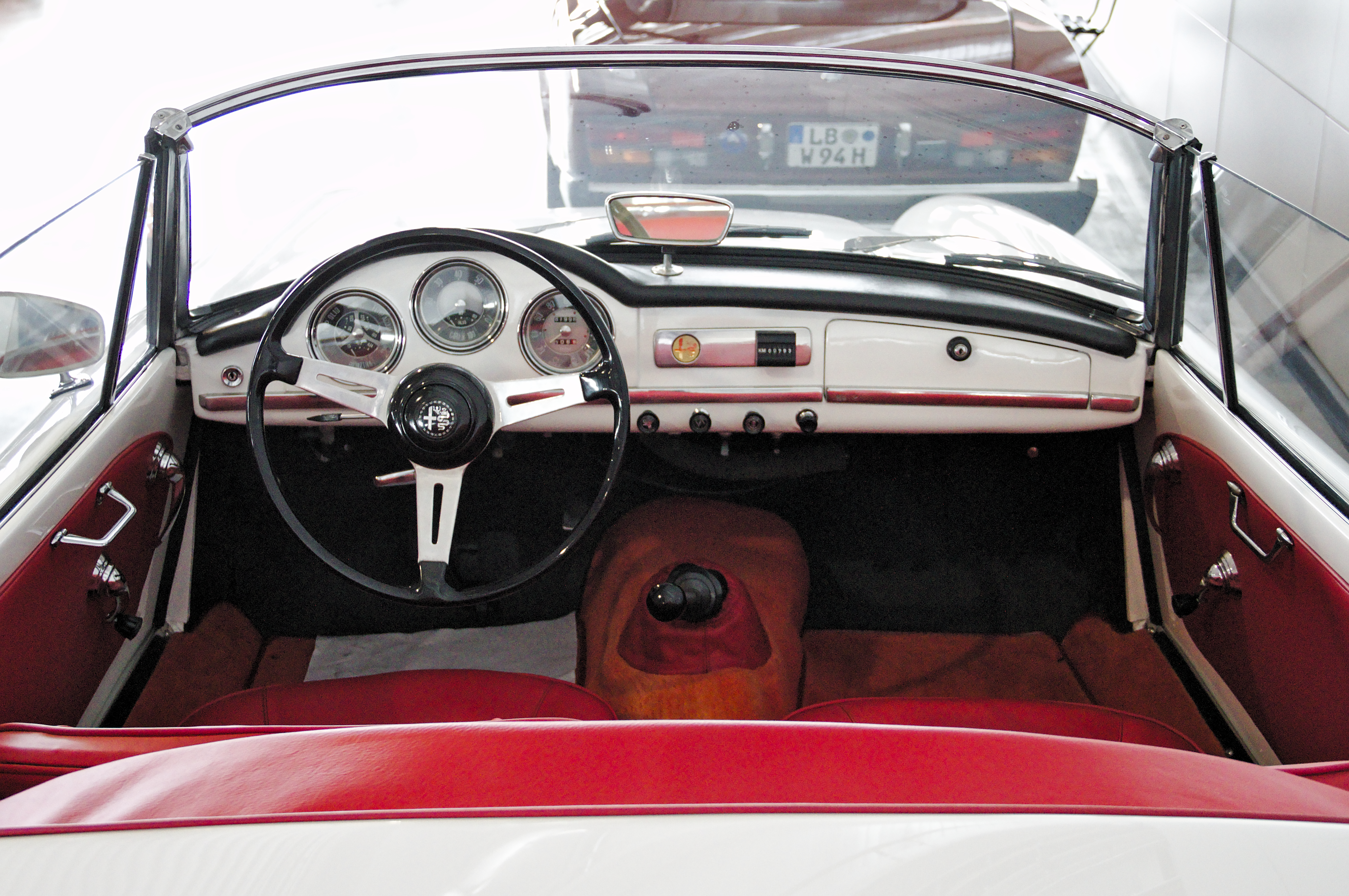
Innenansicht